# Celyphus reticulatus
Celyphus reticulatus är en tvåvingeart som beskrevs av Joann M. Tenorio 1972. Celyphus reticulatus ingår i släktet Celyphus och familjen Celyphidae. Inga underarter finns listade i Catalogue of Life.